# Crambione cookii
Crambione cookii è una rara medusa appartenente alla famiglia Catostylidae, lunga circa 50 cm ed è nota per la puntura estremamente velenosa.
Ritenuta estinta per circa un secolo, è stata nuovamente rinvenuta nel novembre 2013 al largo delle coste del Queensland (Australia). L'unico avvistamento precedente a quello australiano, risale al 1910 ad opera dello scienziato statunitense Alfred Gainsborough Mayer. Nel 1999 un presunto esemplare fu ritrovato spiaggiato sempre nel Queensland, ma in acque molto più meridionali, mentre nel 1970 fu riportato un avvistamento nella Grande barriera corallina.
L'esemplare è stato raccolto dal parco acquatico UnderWater World del Queensland a scopo di studio.